# Znicz Pruszków

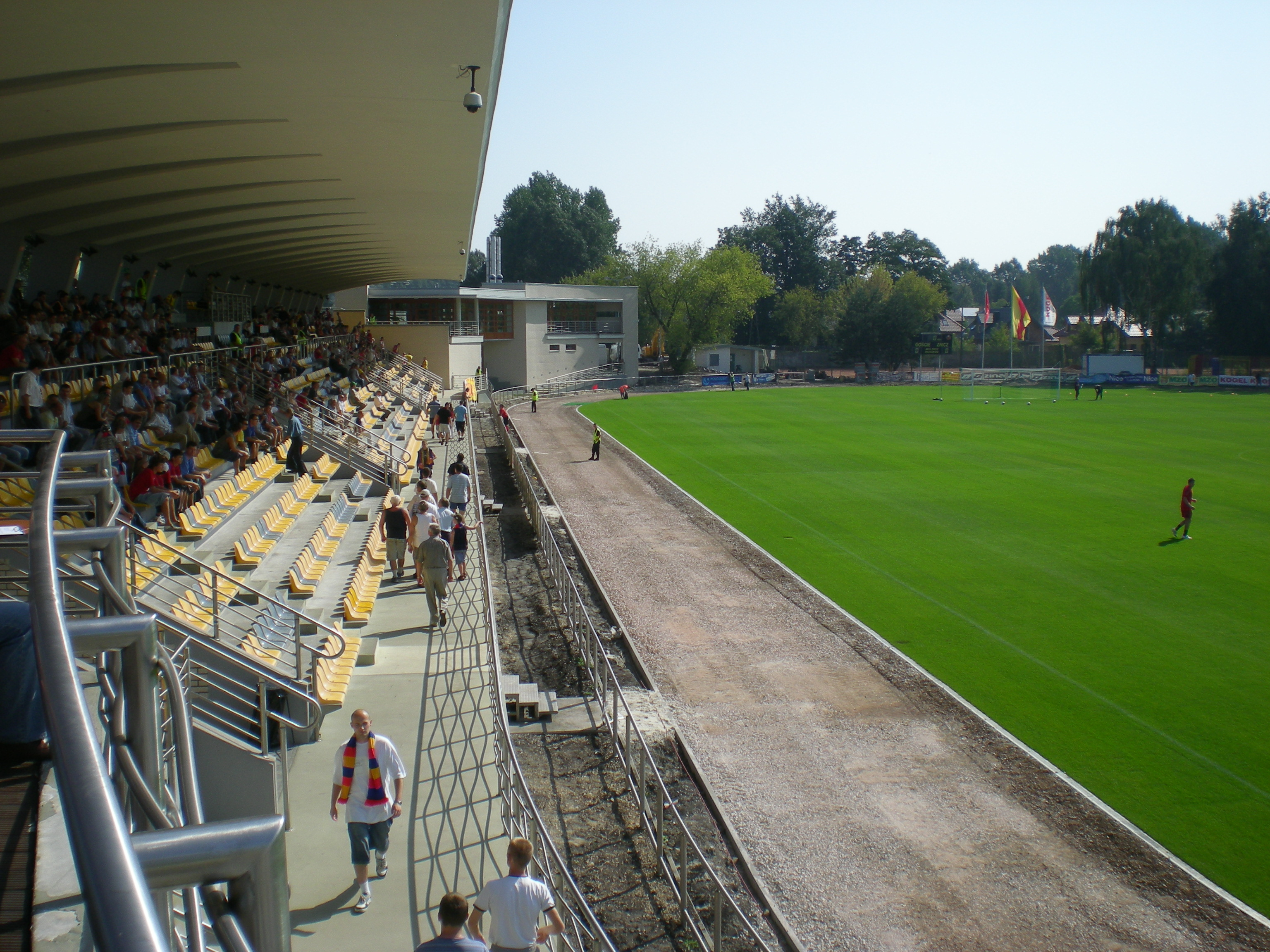
Stadion Znicza Pruszków

Znicz Pruszków is een voetbalclub uit de stad Pruszków in Polen. De club speelt vanaf het seizoen 2010/11 in de Poolse II liga in de groep Oost-Polen. In 2016 promoveerde de club naar de I liga.